# Armido Gasparini
Armido Gasparini, MCCI (* 19. August 1913 in Lizzano, Italien; † 21. Oktober 2004 in Addis Abeba, Äthiopien) war ein katholischer Ordensmann, Priester und Missionsbischof. Er war emeritierter Apostolischer Vikar von Awasa (Südäthiopien), wohin ihn Papst Paul VI. 1973 entsandt hatte.

## Leben
Im Alter von 17 Jahren trat er 1930 in den Orden der Comboni-Missionare ein. Er studierte Theologie an der Päpstlichen Universität Urbaniana in Rom und wurde 1938 zum Priester geweiht. Danach wurde er nach Gonder (Äthiopien) entsandt, wo er während des Krieges verhaftet wurde. Nach seiner späteren Entsendung nach Asmara gründete er dort das „Comboni College“, das er selbst über zehn Jahre lang leitete. Von 1959 bis 1973 lebte Bischof Gasparini in Rom, wo er bis zu seiner Ernennung zum Leiter der Comboni-Missionen in Äthiopien als Generalprokurator der Comboni-Missionare beim Heiligen Stuhl tätig war.
1979 wurde Gasparini Titularbischof von Magnetum.
Gasparini war ein Sprachtalent (er sprach rund zehn europäische und afrikanische Sprachen) und zeichnete sich vor allem durch Unternehmungsgeist und Arbeitswillen aus. Er unterhielt zahlreiche Kontakte zu Behörden, Wohltätern und Organisationen und widmete dabei seine ganze Energie der Mission. Er gründete den Frauenorden der „Dienerinnen der Kirche“, dem er sich vor allem in den letzten Jahren widmete, nachdem der Papst sein Rücktrittsgesuch angenommen hatte, das er im Alter von 80 Jahren eingereicht hatte.
Bischof Gasparini wurde nach einer Trauerfeier am 23. Oktober im Dom von Awasa beigesetzt.